# Beleváry Ferenc
Beleváry Ferenc (Csurgó, 1801. január 29. – Diósviszló, 1878. január 15.) református lelkész.

## Élete
Apja Belevári Mihály, anyja Odvasits (Osváthy?) Ilona. Elemi és gimnáziumi tanulmányai Csurgón végezte. 1816-1822 között a Debreceni Református Kollégium diákja. Utána rektor 3 évig Siklóson, lelkész Fülöpszálláson, Kiscsányban, Cegléden és Mohácson.
1844. április 24-étől haláláig,  34 éven keresztül Viszló (ma Diósviszló) lelkésze.  1869-ben az ő és Nyárády János adományából jött létre Csurgón a református tanítóképző iskola.
Felesége, Magyari Kossa Julianna, az 1849. június 10-ei túronyi csata vezérének, Kossa Dániel marócsai tanító testvére. Eltemetve feleségével együtt Diósviszlón. Emlékét a református templom előtt felállított, eredeti sírköve őrzi.

## Emlékezete
- Nevét viseli a diósviszlói általános iskola.